# Bais Yaakov
Bais Yaakov o Beis Yaakov (en hebreo: בית יעקב) es una institución educativa del judaísmo ultraortodoxo. Bais Yaakov es una red de escuelas de educación primaria y secundaria para chicas. El movimiento educativo Bais Yaakov fue fundado por Sarah Schenirer, en Cracovia, Polonia, en 1917, y se extendió rápidamente por Europa Oriental entre las comunidades de judíos asquenazíes.